# Eloy Moreno
Eloy Moreno Olaria (Castellón de la Plana, 12 de enero de 1976) es un escritor español, autor de novelas cotidianas, usualmente consideradas por el público como emotivas y reflexivas que abordan temas personales y sociales de actualidad [cita requerida]

## Biografía
Estudió Educación General Básica en el Colegio Público Virgen del Lidón, y Bachiller y COU en el Instituto Francisco Ribalta de Castellón de la Plana, donde se tituló en Ingeniería Técnica en Informática de Gestión por la Universidad Jaime I. Tras finalizar sus estudios universitarios trabajó en una empresa de informática hasta que aprobó las oposiciones a informático en el Ayuntamiento de Castellón de la Plana.

## Libros escritos
Su primer libro autoeditado fue El bolígrafo de gel verde, del que vendió más de 3000 ejemplares de forma autónoma, Posteriormente fue publicada por la editorial Espasa que reeditó la novela, que fue lanzada el 30 de enero de 2023 con una nueva portada y cambios en su edición.
La segunda novela del autor fue publicada el 19 de febrero de 2013, libro ambientado en la ciudad de Toledo. En marzo del 2013, Eloy Moreno dio vida una autoedición con el libro Cuentos para entender el mundo, en el que reescribió antiguos cuentos populares adaptándolos al lenguaje y situación actual. Debido al éxito de Cuentos para entender el mundo, Eloy Moreno publicó en noviembre del 2016 una segunda parte, Cuentos para entender el mundo 2, con el que publicó cuatro ediciones en un mes.[cita requerida]
En octubre de 2015, Eloy Moreno volvió al escenario literario nacional con su tercera novela "El Regalo" bajo la editorial Ediciones B, considerada por algunos medios como una de las más sentimentales. La editorial italiana Corbaccio adquirió los derechos y se publicó en el mercado italiano en septiembre del 2016 bajo el nombre Il Regalo.[cita requerida] La novela está ambientada en Alarcón, un pueblo de la provincia de Cuenca, donde el autor comenzó también a realizar rutas por La Isla, que es como se conoce al lugar en el que está ambientado el libro. En marzo de 2017 esta novela fue galardonada con el I Premio Benjamín de Tudela.[cita requerida]
En febrero de 2018 publicó su novela Invisible, con la editorial Nube de Tinta (Random House) que se colocó en los primeros puestos de venta, y fue ganadora del Premio Yoleo 2018, Premio Hache 2019, Premio novela Juvenil El Corte Inglés 2020 y Premio Cento Italia 2021, y también finalista de los premios Menjallibres 2018. El 4 de febrero de 2020 se anunció oficialmente que la plataforma Disney+ preparaba una serie basada en la novela, y el 13 de diciembre de 2024 se estrenó oficialmente la serie Invisible simultáneamente en todo el mundo.[cita requerida]
En febrero del 2020 publicó Tierra. En marzo de 2021 publicó el primer volumen "Juntos" de una colección infantil llamada Cuentos para contar entre dos, primera incursión del autor en el mundo infantil.[cita requerida]
El 21 de octubre de 2021 publicó su novela Diferente, que habla sobre las personas diferentes con enfermedades raras y las conexiones que existen entre los seres humanos. El 31 de mayo de 2023, el libro resultó ganador del Premi Menjallibres 2023.[cita requerida] En noviembre publicó el segundo volumen de la colección infantil llamada "Cuentos para contar entre dos", que trata varias emociones como la frustración, el enfado o la alegría, su título es "Lo quiero todo".
En septiembre de 2022 publicó una edición infantil de su best seller Invisible, una historia sobre el acoso escolar adaptada a niños de entre 8 y 16 años. En noviembre publicó Cuando era divertido, una historia sobre el fin del amor en la que relata cómo las parejas siguen una rutina, casi ya separados, pero enlazados por la casa, los hijos o la hipoteca.
El 7 de septiembre de 2023 publica su cuarto álbum infantil: Las reglas del Ratoncito Pérez.
El 19 de septiembre de 2024, publica Redes, la segunda parte de uno de Invisible, con la temática de las redes sociales.[cita requerida]
El 10 de junio de 2025 se anuncia que Eloy Moreno junto al ilustrador David Sierra, serán los encargados de imaginar la continuación del clásico de Antoine de Saint-Exupéry. El nuevo viaje de El principito que llegará el 25 de septiembre. Este proyecto cuenta la aprobación de la fundación de Antoine de Saint-Exupéry

## Galardones
- Premio Onda Cero Castellón 2011 por el esfuerzo realizado en la difusión de El bolígrafo de gel verde.[12]
- Finalista de los Premios de la Crítica Valenciana 2012 en el apartado de narrativa por El bolígrafo de gel verde.[13]
- Ganador I Premio de Novela IES Benjamín de Tudela 2017 dotado con 3000 euros con la novela El Regalo[14]
- Finalista premios Menjallibres 2018 con la novela Invisible.
- Ganador Premio Yoleo 2019 con la novela Invisible.
- Ganador Premio Hache 2019 con la novela Invisible.
- Apadrinamiento Tienda FNAC Castellón (2020).
- Ganador Premio Novela Juvenil El Corte Inglés 2020 con la novela Invisible.
- Ganador Premio Cento Literatura Juvenil 2021 (Italia) con la novela Invisible.
- Ganador I Premio Book Trailers Fundación Planeta Gala 2021 con la novela Tierra.
- Apadrinamiento Librería Santos Ochoa Benidorm (2021).
- Ganador Premi Menjallibres 2023 con la novela Diferente.
- Clavario de Sant Antoni (Castellón).[15]
- Biblioteca Eloy Moreno en Alarcón (Cuenca) (2024).
- Libro Guinness de los récords 2025 por el número de libros firmados en menos de 12 horas.
- La Diputación de Castelló distingue a Eloy Moreno con el Mérito de las Artes en el Día de la Provincia 2025.
- XXII edición de los Premios Radio Castellón, Premio Cultura a Eloy Moreno.

## Otras actividades literarias
Eloy Moreno también ha escrito varios relatos cortos. Con La cama creciente, ganó el II Concurso de Relato Corto 2008 organizado por el Casal Jove de Castellón en la categoría de 19 a 35 años. Además, durante varios años escribió artículos de opinión en su blog Tercera Opinión, galardonado con el premio de mejor blog en la 2.ª edición de ’1 año en 1 post’ de la web Atrapalo.
Eloy Moreno ha realizado rutas literarias de sus tres novelas. Parte de su primera novela El bolígrafo de gel verde transcurre en el Pirineo Catalán y en 2012 realizó una ruta por la zona con 40 personas. En 2015 comenzó a realizar rutas guiadas por Toledo de su libro Lo que encontré bajo el sofá.  En 2016 comenzó a realizar rutas guiadas por Alarcón (Cuenca) ambientadas en su libro El Regalo. En esta población hay placas por determinadas calles indicando los lugares reales en los que se ambienta la novela.

### Música
En junio de 2021 compuso una canción junto al grupo de música Siloé. La canción se titula "Tierra" y su letra hace referencia a su novela con el mismo nombre.
Parte de la letra de la canción El hombre libre del cantante Alis está sacada de una de sus novelas: El Regalo.
En enero de 2023 compuso una canción junto al grupo de música Siloé. La canción se titula "Invisible" y su letra hace referencia a su novela con el mismo nombre.

### Jurado
Eloy Moreno ha sido jurado en varios certámenes literarios como el XXVI Premio Internacional de Cuentos MAX AUB, el premio de Novela Infantil de Córdoba (2016, 2017, 2018 y 2022) o Premio Jaén 2018, y también ha realizado numerosas entregas de premios.

### Cursos
Eloy Moreno, en 2016 lanzó un curso en línea para ayudar a todos aquellos escritores que están en la misma situación que él se encontraba cuando empezó.[cita requerida]

### Record Guinness
El 8 de febrero de 2025 Eloy Moreno batió el récord Guinness de libros firmados en 12 horas, con un total de 11.088 ejemplares, superando con 4.184 por encima la anterior marca del escritor indio Vickrant Mahajan en 2016 en India. El reto fue certificado por Anouk de Timary, jueza de la marca internacional de récords mundiales.